# Jessica Sachse
Jessica Sachse (...) è un'ex atleta paralimpica tedesca che ha gareggiato nella categoria F46.

## Biografia
Jessica Sachse ha gareggiato in cinque Paralimpiadi. Il suo esordio avvenne a Seul 1988 dove vinse due medaglie d'argento nei 100 e 200 metri e due medaglie di bronzo nei 400 metri e nella gara di giavellotto. A Barcellona 1992 vinse due medaglie d'oro nei 100 e 200 metri. Ad Atlanta 1996 vinse una medaglia d'argento nei 100 metri mentre a Sydney 2000 vinse il bronzo nel giavellotto. Partecipò anche ad Atene 2004, nelle gare dei 100 metri e del giavellotto, ma non conquistò alcuna medaglia.

## Palmarès
| Anno                                   | Manifestazione     | Sede       | Evento                            | Risultato | Prestazione | Note |
| -------------------------------------- | ------------------ | ---------- | --------------------------------- | --------- | ----------- | ---- |
| In rappresentanza della Germania Ovest |                    |            |                                   |           |             |      |
| 1988                                   | Giochi paralimpici | Seul       | 100 m piani A6/A8-9/L4            | Argento   | 13"36       |      |
| 1988                                   | Giochi paralimpici | Seul       | 200 m piani A6/A8-9/L4            | Argento   | 27"55       |      |
| 1988                                   | Giochi paralimpici | Seul       | 400 m piani A6/A8-9/L4            | Bronzo    | 1'05"30     |      |
| 1988                                   | Giochi paralimpici | Seul       | Lancio del giavellotto A6/A8-9/L4 | Bronzo    | 26,42 m     |      |
| In rappresentanza della Germania       |                    |            |                                   |           |             |      |
| 1992                                   | Giochi paralimpici | Barcellona | 100 m piani TS4                   | Oro       | 12"81       |      |
| 1992                                   | Giochi paralimpici | Barcellona | 200 m piani TS4                   | Oro       | 26"36       |      |
| 1996                                   | Giochi paralimpici | Atlanta    | 100 m piani T42-46                | Argento   | 12"86       |      |
| 2000                                   | Giochi paralimpici | Sydney     | Lancio del giavellotto F46        | Bronzo    | 27,20 m     |      |